# Charl Schwartzel
Charl A. Schwartzel (Johannesburg, 31 augustus 1984) is een golfprofessional uit Zuid-Afrika. Hij speelt op de Sunshine Tour en de Europese PGA Tour.

## Amateur

### Gewonnen
- 2002: Indiaas Amateur Open Kampioenschap; Brabazon Trophy; Transvaal Amateur Kampioenschap; Eisenhower Trophy (Zuid-Afrikaans team)

## Professional
Eind 2002 werd Schwartzel professional. Hij had toen handicap +4 en kwalificeerde zich voor de Europese Tour. Hij was achttien jaar en na Dale Hayes de jongste Zuid-Afrikaanse speler die daarin slaagde. In 2003 en 2004 behield hij zijn kaart.
Schwartzel won de Order of Merit van de Sunshine Tour in 2005, 2006 en 2007. Hij werd in 2005 52ste in Europa, en in 2006 18de. In april 2007 won hij het Open de España en kwam in de top 40 van de wereldranglijst. In 2008 won Schwartzel de Madrid Masters, een van de vier nieuwe toernooien op de kalender van de Europese Tour. Eind 2008 stond hij 28ste op de Europese lijst, waardoor hij in 2009 het Brits Open mocht spelen.
In januari 2011 won Schwartzel het Joburg Open. In april dat jaar won hij de Masters.

### Gewonnen

#### Sunshine Tour
- 2004: Alfred Dunhill Championship
- 2006: Vodacom Tour Championship
- 2010: Africa Open, Joburg Open
- 2011: Joburg Open
- 2013: Alfred Dunhill Championship (dec.2012)

#### Europese Tour
- 2005: Alfred Dunhill Championship (dec. 2004)
- 2007: Open de España
- 2008: Madrid Masters
- 2010: Africa Open, Joburg Open
- 2011: Joburg Open, Masters Tournament
- 2013: Alfred Dunhill Championship (dec.2012)
- 2014: Alfred Dunhill Championship (dec. 2013)
- 2016: Alfred Dunhill Championship (dec. 2015)

#### PGA Tour
- 2011: Masters Tournament